# 水木しげるの妖怪図鑑
『水木しげるの妖怪図鑑』（みずきしげるのようかいずかん）は、講談社から1998年に発売されたPC用ソフトのシリーズ。1998年6月25日、『水木しげるの妖怪図鑑 総集編』のタイトルでセガサターン用のゲームソフトとしても発売された。

## 概要
水木しげるの描く妖怪画のデータベース、ゲーム、水木しげるインタビュー(妖怪塾)など複数コンテンツで構成される。
テキスト執筆には多田克己、村上健司など著名な妖怪研究家が名を連ねる。

## 備考
- 登場する主な妖怪は小豆洗い、油すまし、ぶらり火、赤舌、火車、座敷童子、一つ目小僧など。
- 鬼太郎は登場しない。これは鬼太郎の版権を講談社が保有していないため（小学館が保有）。だが、『ゲゲゲの鬼太郎』に登場した妖怪たちは登場している。

## シリーズタイトル
- 『水木しげるの妖怪図鑑　日本篇1名作200選』（PC ハイブリッド版）
- 『水木しげるの妖怪図鑑　日本篇2傑作400選』（PC ハイブリッド版）
- 『水木しげるの妖怪図鑑　世界篇秀作350選』（PC ハイブリッド版）
- 『水木しげるの妖怪図鑑　総集編』（セガサターン版）

## スタッフ
- 原画 : 水木しげる
- 監督・脚本 : 松宏彰
- テキストライター : 村上健司
- テキスト協力 : 多田克己ほか
- 開発 : TYO
- 制作協力：リンク工房（PCハイブリッド版日本篇1.2.両巻のみ）